# Носки для звезды
«Носки для звезды» — кукольный мультипликационный фильм, режиссёрский дебют аниматора Ольги Титовой при участии Михаила Алдашина, вышедший в 2023 году на студии «Союзмультфильм». Фильм использует вязанных персонажей и получил ряд наград на российских и международных кинофестивалях.

## Сюжет
Космический паук-демиург Вив плетёт паутину созвездий и мирозданий. Одно из его творений — маленькая хрупкая звезда, которая без носков может замёрзнуть среди вселенского холода. А по небу летает Чёрный Дракон, который пугает творения Вива…

## Съёмочная группа
| автор сценария             | Ольга Титова, Михаил Алдашин |
| режиссёр                   | Ольга Титова |
| с особой благодарностью    | Станиславу Соколову |
| композитор и звукорежиссёр | Евгений Кадимский |
| анимация                   | Алла Соловьёва, Егор Табачников |
| художник-постановщик       | Ольга Титова |
| куклы и декорации          | Игорь Хилов, Николай Закляков, Елена Покровская, Ольга Усачёва, Алёна Немых, Екатерина Лазуткина, Роман Ромахов, Дмитрий Козлов, Елена Русакова                                                              |
| супервайзер                | Антон Мальвинов |
| оператор                   | Андрей Компанец |
| компузинг                  | Антон Мальвинов, Константин Арефьев |
| ретушь                     | Юлия Иващенко, Алексей Юшенков, Яков Арефьев |
| техническое обеспечение    | Антон Мальвинов, Ричард Декасюк, Алексей Почивалов |
| цветокоррекция             | Вероника Павловская |
| хорошие люди               | Анна Ларькина, Дарья Байбородина, Наталья Капранова, Ева Дегтярёва, Софья Гайдукова, Дарина Копосва, Дарья Дремлюга, Екатерина Мартынова, Галина Каменских, Тимофей Шилов, Валерий Швецов, Гликерия Белякова |
| исполнительный продюсер    | Юлия Грувман |
| креативный продюсер        | Михаил Алдашин |
| продюсер                   | Борис Машковцев |

## Призы
- Специальный диплом «За совершенное владение языком пластики» на фестивале «Лучезарный ангел» (2023).[2]
- Премия «Икар» в номинации «Аниматор».[3][4]
- Приз зрительских симпатий на фестивале женского кино Womanimation в Беттеле (штат Коннектикут, США) и второе место по голосам жюри.[5]
- Лучший фильм для детей на 33-м фестивале Animafest в Загребе.[6]
- Диплом XXVIII Суздальфеста «За мастерство хитросплетений нейронных связей и причинно-следственного судьбы сплетения».[7][8]
- Специальный приз кинокомпании «Пионер» на 30-м Открытом фестивале студенческих и дебютных фильмов «Святая Анна».[9]
- Специальный диплом «За лучшую анимацию» на фестивале «Свет миру».[10]